# Deutsche Gesellschaft für Archäologie des Mittelalters und der Neuzeit
Die Deutsche Gesellschaft für Archäologie des Mittelalters und der Neuzeit e. V. (DGAMN) ist ein Zusammenschluss von Wissenschaftlerinnen und Wissenschaftlern, die an Universitäten, in der Denkmalpflege, an Museen oder freiberuflich mit der archäologischen Forschung zum Mittelalter und der Neuzeit befasst sind. Sie versteht sich als Fachforum aber auch als Interessenvertreter gegenüber Politik und Öffentlichkeit.
Die Deutsche Gesellschaft bemüht sich um:
- Austausch von Informationen aus dem Bereich der Archäologie des Mittelalters und der Neuzeit.
- Förderung der Kommunikation unter den Mitgliedern
- Kontaktpflege zu entsprechenden Vereinigungen im In- und Ausland

Die Gesellschaft gibt die Mitteilungen der Deutsche Gesellschaft für Archäologie des Mittelalters und der Neuzeit heraus, die sich inzwischen zur wichtigen Fachzeitschrift entwickelt haben. Sie erscheinen jährlich und enthalten Berichte über die Sitzungen und Tagungen der Gesellschaft, Artikel oder Kurzfassungen zu den Vorträgen, Nachrichten, Berichte von archäologischen Tagungen und Arbeitsgruppen, Hinweise auf Neuerscheinungen sowie Buchbesprechungen.
Die Gesellschaft wurde am 19. Januar 2001 in Paderborn gegründet und ging aus der seit 1973 bestehenden Arbeitsgemeinschaft für Archäologie des Mittelalters bei den deutschen Altertumsverbänden hervor. Sie hält ihre Jahrestagung in der Regel im jährlichen Wechsel bei einem der deutschen Verbände für Altertumsforschung und behandelt dabei aktuelle Forschungsthemen.